# Astilbe
Astilbe is de botanische naam van een geslacht van vaste planten uit de steenbreekfamilie (Saxifragaceae). Er zijn ongeveer vijfentwintig soorten. De planten hebben een pluimvormige, op die van struikspirea (Spiraea) gelijkende bloeiwijze en een grote hoeveelheid diep ingesneden bladeren, die aanvankelijk koperkleurig zijn. Deze bijzondere verschijning heeft Astilbe tot een populaire tuinplant gemaakt.
Astilbe komt oorspronkelijk uit Japan. Al snel kreeg het geslacht in andere delen van de wereld bekendheid en er is veel geëxperimenteerd met allerlei kruisingen.

## Kweek
Astilbe-soorten en -cultivars zijn in Nederland en België volkomen winterhard. In de winter verliezen ze hun blad. De uitgebloeide bloemstengels blijven nog lang staan. De vaste planten staan het liefst gedeeltelijk in de schaduw, in goed vochthoudende grond. Op een zonnige plek is natte grond een voorwaarde, om te voorkomen dat het blad vroegtijdig verdort.

## Soorten, hybriden en cultivars
Een selectie van de soorten, hybriden en cultivars:
- Astilbe ×arendsii:
  - Astilbe ×arendsii 'Brautschleier', heldere witte pluimen in juni en juli
  - Astilbe ×arendsii 'Fanal', donkerrode gloed, donker blad
  - Astilbe ×arendsii 'Amethyst', violette bloemen
  - Astilbe ×arendsii 'Feuer', helderrode bloemen
  - Astilbe ×arendsii 'Cattleya', roze bloemen
- Astilbe japonica, circa 50 cm hoog
  - Astilbe japonica 'Mainz', violette bloemen
  - Astilbe japonica 'Bremen', donkerroze bloemen
  - Astilbe japonica 'Irrlicht', witte bloemen
- Astilbe chinensis var. pumila, tot 30 cm hoog, bloeit van juli tot september
- Astilbe ×crispa, circa 20 cm hoog, roze of witte bloempjes, bloeit van juli tot augustus

... · Astilbe · Bergenia · Chrysosplenium (Goudveil) · Heuchera · Saxifraga (Steenbreek) · ...